# ریشارد گوتینگر
ریشارد گوتینگر (انگلیسی: Richard Gottinger; ۴ ژوئن ۱۹۲۶ – ۵ مارس ۲۰۰۸) بازیکن فوتبال اهل آلمان بود.
از باشگاه‌هایی که در آن بازی کرده‌است می‌توان به باشگاه فوتبال گروتر فورث اشاره کرد.
وی همچنین در تیم ملی فوتبال آلمان بازی کرده‌است.